# (466559) 2014 SO338
(466559) 2014 SO338 es un asteroide perteneciente al cinturón de asteroides, descubierto el 21 de octubre de 2003 por el equipo Spacewatch desde el Observatorio Nacional de Kitt Peak (Arizona, Estados Unidos).